# Пріліпец
Пріліпец (рум. Prilipeț) — село у повіті Караш-Северін в Румунії. Входить до складу комуни Бозовіч.
Село розташоване на відстані 323 км на захід від Бухареста, 43 км на південь від Решиці, 112 км на південний схід від Тімішоари.

## Населення
За даними перепису населення 2002 року у селі проживали 829 осіб.
Національний склад населення села:
| Національність | Кількість осіб | Відсоток |
| -------------- | -------------- | -------- |
| румуни         | 802            | 96,7%    |
| цигани         | 19             | 2,3%     |
| угорці         | 5              | 0,6%     |

Рідною мовою назвали:
| Мова      | Кількість осіб | Відсоток |
| --------- | -------------- | -------- |
| румунська | 804            | 97,0%    |
| циганська | 17             | 2,1%     |
| угорська  | 7              | 0,8%     |